# Pure and Simple (Joan Jett)
Pure And Simple è il nono album di Joan Jett, pubblicato nel 1994 per l'etichetta discografica Blackheart Records.

## Tracce
1. Go Home (Hanna, Jett) 2:42
2. Eye to Eye (Jett, Laguna, Vallance) 3:30
3. Spinster (Hanna, Jett) 2:44
4. Torture (Jett, Laguna, Vallance) 3:35
5. Rubber & Glue (Hanna, Jett) 3:19
6. As I Am (Child, Jett) 4:35
7. Activity Grrrl (Jett) 3:45
8. Insecure (Jett, Laguna, Vallance) 3:11
9. Wonderin' (Jett, Laguna, Vallance) 4:53
10. Consumed (Jett, Price) 4:40
11. You Got a Problem (Child, Hanna, Jett) 3:57
12. Brighter Day (Child, Jett) 6:06

## Formazione
- Joan Jett - voce, chitarra
- Tony Rey Bruno - chitarra
- Kenny Aaronson - basso
- Thommy Price - batteria

### Altri musicisti
- Kathleen Hanna (Bikini Kill)
- Kat Bjelland (Babes in Toyland)
- Mike Howe (Metal Church)
- John Marshall (Metal Church)
- Donita Sparks (L7)
- Jennifer Finch (L7)
- Ricky Byrd
- Billy Karren
- Jim Vallance
- Blake Brocksmith
- Chuck Kentis
- Arno Hecht
- Desmond Child